# 5 вересня
5 вересня — 248-й день року (249-й у високосні роки) в григоріанському календарі. До кінця року залишається 117 днів.

## Свята і пам'ятні дні

### Міжнародні
- ООН: Міжнародний день благодійності.

### Національні
- В'єтнам: перший день школи.
- Індія: День вчителя. (день народження Сарвепаллі Радхакришнана).
- США: Національний день піци з сиром.

### Релігійні

#### Західне християнство
- Пам'ять черниці Мати Терези;
- Пам'ять святих Бертина[en], Ґенебальда[en], Урсицина Равеннського[en], Шарбеля Едеського[en];
- Пам'ять Ґреґоріо Аґліпай (Єпископальна церква).

#### Східне християнство[1]
- Пам'ять пророка Захарія і праведної Єлисавети, батьків Івана Хрестителя;
- Пам'ять преподобномученика Атанасія Берестейського;
- Кончина благовірного князя Гліба, в хрещенні Давида;
- Пам'ять мучеників Тифаїла і сестри його Тивеї[sr], Сарвила, Раїси[en], воїнів Ювентина і Максима, Урвана, Теодора та Медимна і з ними 77 мужів від церковного чину, що в Нікомидії постраждали та Авдія (Авида)[en] в Персії.

## Іменини
✝  Католицькі: Бертин, Ґенебальд, Тереза, Урсицин (Урсицинус), Шарбель.
✙ Православні: Авдій (Авид), Атанасій, Гліб, Давид, Єлисавета, Захарій, Максим, Медимн, Сарвил, Теодор, Тивея, Тифаїл, Урван, Ювентин.

## Події
- 1015 — у боротьбі за київський престол князь Святополк ніби-то убив брата Гліба.
- 1698 — щоб прищепити своїм підданим моду, прийняту в інших європейських країнах, Петро I встановив податок на бороди
- 1755 — британська влада почала депортацію французьких поселенців з Нової Шотландії (Канада)
- 1793 — Французький національний конгрес встановив Режим Терору для захисту революції
- 1800 — Королівство Великої Британії захопило Мальту
- 1905 — Підписання Портсмутського договору, закінчення російсько-японської війни
- 1918 — Раднарком Російської СФРР видав декрет про початок червоного терору
- 1918 — Рін-Тін-Тін, німецька вівчарка — перша кінозірка. В Першу світову війну у Французькій республіці американський солдат підібрав у розбомбленому розпліднику крихітне цуценя й відвіз із собою. Пес виріс незвичайно розумним, знявся майже в трьох десятках фільмів кіностудії «Warner Brothers», вів на радіо власне шоу й заслужив почесну Зірку на голлівудській Алеї слави.
- 1929 — прем'єр Французької республіки Арістід Бріан запропонував об'єднати європейські держави в одну.
- 1939 — США проголосили нейтралітет в Другій світовій війні
- 1957 — вийшов у світ роман Джека Керуака «На дорозі» — одна з найкращих книг про покоління бітників.
- 1964 — група The Animals посіла перше місце в американському хіт-параді зі своєю версією пісні «The House of the Rising Sun».
- 1991 — відбувся перший відкритий фестиваль кіно країн СНД і Балтії — «Кіношок»
- 1998 — пісня «If You Tolerate This» групи Manic Street Preachers очолила чарт. Того ж дня вперше за свою довгу історію група Aerosmith очолила американський хіт-парад з піснею «I Don't Want to Miss a Thing», саундтреком до фільму «Армагеддон».
- 2014 — у засідці під Веселою Горою і Цвітними Пісками на Луганщині українські війська втратили 42 бійця загиблими і зниклими безвісти.
- 2019 — заявлено про початок роботи Вищого антикорупційного суду, створення якого зі статусом спеціального, суперечить нормам Конституції України.

## Народились
Див. також Категорія:Народились 5 вересня
- 1568 — Томмазо Кампанелла, італійський філософ, теолог і поет (+1639)
- 1735 — Йоганн Крістіан Бах, німецький композитор, представник бароко і рококо. Одиннадцятий і наймолодший з синів Йоганна Себастьяна Баха.
- 1773 — Крістоф Мартін Віланд, німецький письменник та поет доби просвітництва; його поема «Оберон» лягла в основу однойменної опери Вебера.
- 1774 — Каспар Давид Фрідріх, німецький художник, яскравий представник романтизму.
- 1791 — Джакомо Меєрбер, німецький та французький композитор єврейського походження.
- 1817 — Олексій Толстой, російський прозаїк, поет («Князь Серебряний», «Дон Жуан», «Дракон»), вихований на історичній Гетьманщині, по матері онук графа О. К. Розумовського, сина останнього гетьмана України.
- 1870 — Володимир Сікевич, український військовий і політичний діяч, генерал-хорунжий Армії УНР.
- 1882 — Михайло Гаврилко, український громадський та військовий діяч, художник, скульптор, чотар УСС, хорунжий Армії УНР, начальник штабу Сірої дивізії Армії УНР, повстанський отаман.
- 1905 — Артур Кестлер, британський письменник і журналіст, уродженець Угорщини; найбільш відомий його роман «Ніч ополудні» (1940) про епоху «великого терору» у СРСР 1930-х років.
- 1906 — Санніленд Слім (справжнє ім'я Альберт Луендрю) (пом. 1995), американський блюзовий піаніст.
- 1912 — Джон Кейдж, американський композитор-авангардист.
- 1939 — Джордж Лазенбі, австралійський кіноактор, один з виконавців ролі Джеймса Бонда.
- 1940 — Ракель Велч, акторка («Мільйон років до нашої ери»)
- 1946 — Фредді Мерк'юрі, лідер британської групи Queen.
- 1947 — Валентин Гордійчук, український художник-ілюстратор
- 1951 — Майкл Кітон, американський кіноактор («Бетмен»).
- 1958 — Олександр Денисенко, український літератор, актор, режисер. Син кіноакторки Наталії Наум та кінорежисера Володимира Денисенка, брат актора та режисера Тараса Денисенка.
- 1964 — Сергій Лозниця, український режисер документальних та художніх фільмів.
- 1973 — Роуз Макгавен, американська акторка.
- 1976 — Тетяна Гуцу, українська гімнастка, дворазова олімпійська чемпіонка.
- 1987 — Сергій Бабинець, український хокеїст, восьмиразовий чемпіон України.

## Померли
Див. також Категорія:Померли 5 вересня
- 393 до н. е. — Імператор Косьо, 5-й імператор Японії, синтоїстське божество, легендарний монарх
- 1857 — Оґюст Конт, французький філософ, засновник позитивізму.
- 1997 — Мати Тереза, католицька черниця, засновниця доброчинних місій, лауреат Нобелівської премії миру за 1979 рік, канонізована 2016 року.
- 2000 — Георгій Якутович, український митець-графік, ілюстратор, майстер лінориту, деревориту й офорту, художник кіно. Батько графіка Сергія Якутовича, дід живописця Антона Якутовича.
- 2003 — Кир Буличов, радянський письменник-фантаст